# Монберо
Монберо́ (фр. и окс. Montberaud) — коммуна во Франции, находится в регионе Юг — Пиренеи. Департамент — Верхняя Гаронна. Входит в состав кантона Казер. Округ коммуны — Мюре.
Код INSEE коммуны — 31362.

## География
Коммуна расположена приблизительно в 640 км к югу от Парижа, в 60 км к юго-западу от Тулузы.
По территории коммуны протекает река Вольп.

## Климат
Климат умеренно-океанический. Зима мягкая и снежная, весна характеризуется сильными дождями и грозами, лето сухое и жаркое, осень солнечная. Преобладают сильные юго-восточные и северо-западные ветры.

## Население
Население коммуны на 2010 год составляло 210 человек.
| 1962 | 1968 | 1975 | 1982 | 1990 | 1999 | 2010 |
| ---- | ---- | ---- | ---- | ---- | ---- | ---- |
| 176  | 195  | 170  | 152  | 167  | 167  | 210  |

## Экономика
В 2010 году среди 117 человек трудоспособного возраста (15—64 лет) 85 были экономически активными, 32 — неактивными (показатель активности — 72,6 %, в 1999 году было 65,2 %). Из 85 активных жителей работали 74 человека (44 мужчины и 30 женщин), безработных было 11 (4 мужчины и 7 женщин). Среди 32 неактивных 6 человек были учениками или студентами, 16 — пенсионерами, 10 были неактивными по другим причинам.